# Monte Discovery
El monte Discovery es un conspicuo estratovolcán de la Antártida, de 2681 m de altitud y 1637 m de prominencia. Se encuentra en el extremo del estrecho de McMurdo y al este del glaciar Koettlitz, enfrente del sector noroeste de la barrera de hielo de Ross. Forma el centro de una masa de tres brazos de la cual la península Brown es una extensión hacia el norte; Minna Bluff es la segunda hacia el este; y la tercera es el monte Morning hacia el oeste.
Fue descubierto por la British National Antarctic Expedition (1901-1904) y fue nombrado en referencia a su buque, el Discovery.